# Việt Nam năm 2018
Dưới đây là sự kiện trong năm tại Việt Nam 2018.

## Đương nhiệm
| Ảnh | Vị trí            | Tên                 |
| --- | ----------------- | ------------------- |
|     | Tổng bí thư       | Nguyễn Phú Trọng    |
|     | Chủ tịch nước     | Trần Đại Quang      |
|     | Thủ tướng         | Nguyễn Xuân Phúc    |
|     | Chủ tịch Quốc hội | Nguyễn Thị Kim Ngân |

## Sự kiện

### Tháng 1
- 3 tháng 1: Một vụ nổ lớn xảy ra tại thôn Quan Độ của tỉnh Bắc Ninh, khiến 2 người thiệt mạng và 10 người khác bị thương.[1]
- 27 tháng 1: Đội tuyển U-23 Việt Nam giành vị trí á quân tại Giải vô địch bóng đá U-23 châu Á 2018.[2]
- 28 tháng 1: Người dân Việt Nam đón đội tuyển U-23 Việt Nam trở về từ Thường Châu,[3][4] một chương trình nghệ thuật đặc biệt kết hợp lễ vinh danh đội tuyển đã được tổ chức vào tối cùng ngày tại Sân vận động Quốc gia Mỹ Đình.[5]

### Tháng 3
- 23 tháng 3: Một vụ hỏa hoạn tại một khu chung cư ở Thành phố Hồ Chí Minh, khiến ít nhất 13 người thiệt mạng và 27 người khác bị thương.[6]

### Tháng 6
- Dự án đặc khu kinh tế Việt Nam.
- 9 – 17 tháng 6: Xảy ra hàng loạt cuộc biểu tình phản đối Luật đặc khu kinh tế và Luật An ninh mạng trên phạm vi toàn lãnh thổ Việt Nam.

### Tháng 7
- 15 – 21 tháng 7: Bão Sơn Tinh tấn công Việt Nam, gây lũ lụt và lở đất ở các khu vực xung quanh Hà Nội.[7][8]

### Tháng 8
- 26 tháng 8: ABU Robocon 2018 diễn ra tại Ninh Bình

### Tháng 9

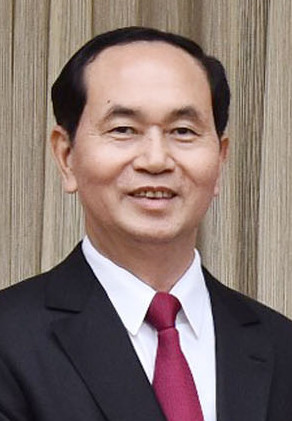
Trần Đại Quang
(1956 – 2018)

- 21 tháng 9: Trần Đại Quang, Chủ tịch nước Cộng hòa xã hội chủ nghĩa Việt Nam, qua đời khi đang tại chức.[9]
- 26 – 27 tháng 9: Việt Nam tổ chức lễ quốc tang Trần Đại Quang.

### Tháng 10
- 23 tháng 10: Nguyễn Phú Trọng tuyên thệ nhậm chức Chủ tịch nước Việt Nam.

### Tháng 11
- 12 tháng 11: Quốc hội Việt Nam thông qua Hiệp định Đối tác Toàn diện và Tiến bộ xuyên Thái Bình Dương (CPTPP).[10]

### Tháng 12
- 7 tháng 12: Vụ 9 người Việt tháp tùng ngoại giao bỏ trốn tại Hàn Quốc 2018.
- 15 tháng 12: Sau khi giành chiến thắng trước Malaysia tại trận Chung kết Giải vô địch bóng đá Đông Nam Á 2018 (với tổng tỷ số 3–2 sau cả hai lượt trận đi và về), đội tuyển bóng đá quốc gia Việt Nam đã giành chức vô địch Giải vô địch bóng đá Đông Nam Á 2018, hàng triệu người dân Việt Nam đã xuống đường để ăn mừng.[11]
- 21 – 25 tháng 12: Vụ du khách Việt Nam bỏ trốn tại Đài Loan 2018.

## Thể thao
- Siêu cúp Bóng đá Quốc gia 2017
- Giải bóng đá vô địch quốc gia 2018
- Giải bóng đá Hạng Nhất Quốc gia 2018
- Giải bóng đá Cúp Quốc gia 2018
- Giải bóng đá trong nhà vô địch quốc gia 2018
- Giải bóng chuyền nữ quốc tế cúp VTV9 – Bình Điền 2018
- Giải bóng chuyền nữ quốc tế VTV Cup 2018

## Văn hóa
- Giải Cánh diều 2017
- Giải Mai Vàng 2017
- Hoa hậu Chuyển giới Việt Nam 2018
- Hoa hậu Việt Nam 2018
- Người mẫu quý bà Việt Nam 2018

## Mất

### Tháng 1
- 20 tháng 1: Ca Lê Thuần, 78, nhạc sĩ.

### Tháng 2
- 4 tháng 2: Hoàng Vân, 87, nhạc sĩ.
- 11 tháng 2: Lâm Ngươn Tánh, 90, tướng lĩnh quân sự.
- 26 tháng 2:
  - Nguyễn Văn Đông, 85, Đại tá Bộ binh Quân lực Việt Nam Cộng hòa, nhạc sĩ nổi tiếng trước năm 1975
  - Nguyễn Hải An, 7, thiên sứ 7 tuổi hiến giác mạc

### Tháng 3
- 7 tháng 3: Phaolô Bùi Văn Đọc, 73, giám mục Giáo hội Công giáo.
- 17 tháng 3: Phan Văn Khải, 84, nguyên Thủ tướng Việt Nam.

### Tháng 6
- 23 tháng 6: Phan Huy Lê, 84, nhà sử học.

### Tháng 9
- 21 tháng 9: Trần Đại Quang, 61, Chủ tịch nước Việt Nam.

### Tháng 10
- 1 tháng 10: Đỗ Mười, 101, nguyên Tổng Bí thư Ban Chấp hành Trung ương Đảng Cộng sản Việt Nam.

### Tháng 12
- 6 tháng 12: Đa Minh Mai Thanh Lương, 76, giám mục Công giáo Rôma.